# Fraser Patrick
Fraser Patrick (Glasgow, 8 novembre 1985) è un giocatore di snooker scozzese.

## Carriera

### 2006-2008
Fraser Patrick vince lo Scottish Amateur Championship nel 2006, battendo Robert Stephen in finale. Grazie ad una nomina, riesce a diventare un professionista, per la stagione 2007-2008, ma, tuttavia, la sua prima annata non è un granché, infatti viene subito relegato dal Main Tour.

### 2011-2014
Dopo alcuni anni di pausa dal biliardo, lo scozzese passa molto vicino dal trionfare negli eventi della Q School, nel 2011 e nel 2012. Nella stagione 2012-2013, pur essendo un dilettante, Patrick viene invitato alle qualificazioni di tutti gli eventi, grazie ai suoi risultati proprio nella Q School; il miglior risultato che ottiene sono i sedicesimi del German Masters, che lo scozzese raggiunge dopo aver passato due turni preliminari, battendo Michael White e Martin Gould, prima di essere eliminato da Ali Carter.
Patrick rientra nel tour nell'annata successiva, a seguito del suo trionfo nel terzo evento della Q School 2013, non riuscendo, comunque, ad ottenere buoni piazzamenti.

### Stagione 2014-2015
Inizia la stagione 2014-2015 arrivando ai sedicesimi nel primo evento dell'Asian Tour, sconfitto da David Grace, poi riesce a qualificarsi per il Wuxi Classic, superando, a sorpresa, Jimmy White per 5-2, ma perdendo al primo turno del tabellone principale contro Sam Baird. Si rende protagonista anche al Paul Hunter Classic, eliminando giocatori dal calibro di Stuart Bingham e Matthew Stevens, nei primi due Round, e Jamie Jones nel terzo, uscendo agli ottavi di finale per mano di Rod Lawler. La striscia positiva prosegue anche allo UK Championship, torneo in cui si ferma ai sedicesimi, dopo aver battuto Jamie Burnett e Ryan Day.

### 2015-2019
Nelle annate seguenti, Patrick non si ripete, arrivando al massimo ai sedicesimi all'English Open e al Northern Ireland Open nel 2016. Esce dal tour al termine della stagione 2016-2017, rientrandoci all'inizio della 2019-2020, vincendo il secondo evento della Q School 2019.

## Ranking
| Stagione  | Ranking iniziale | Ranking finale   |
| --------- | ---------------- | ---------------- |
| 2007-2008 | Non classificato | Non classificato |
| 2013-2014 | Non classificato | 118              |
| 2014-2015 | 90               | 77               |
| 2015-2016 | Non classificato | 117              |
| 2016-2017 | 89               | 105              |
| 2019-2020 | Non classificato |                  |